# Syzygium aqueum
Syzygium aqueum vattenäpple är en myrtenväxtart som först beskrevs av Nicolaas Laurens Nicolaus Laurent Burman, och fick sitt nu gällande namn av Arthur Hugh Garfit Alston. Syzygium aqueum ingår i släktet Syzygium och familjen myrtenväxter. Inga underarter finns listade i Catalogue of Life.

## Bildgalleri

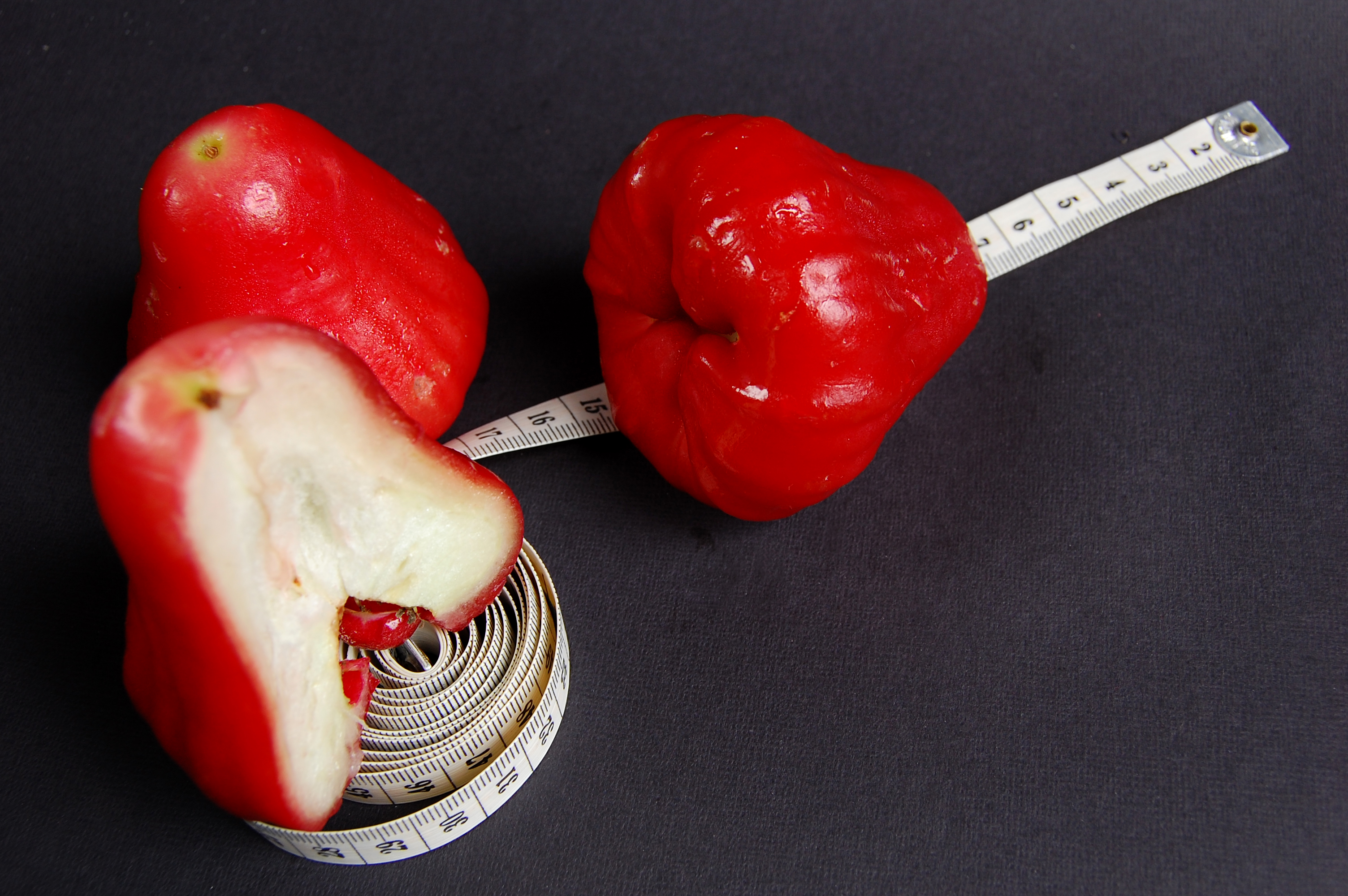
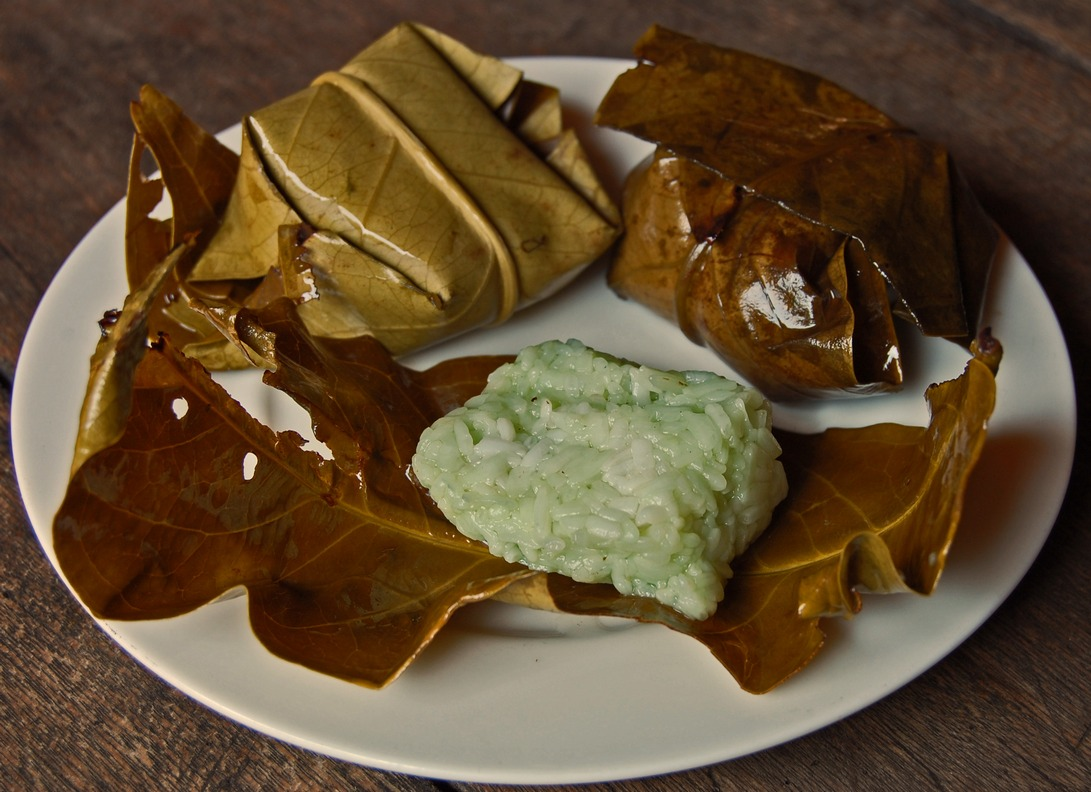
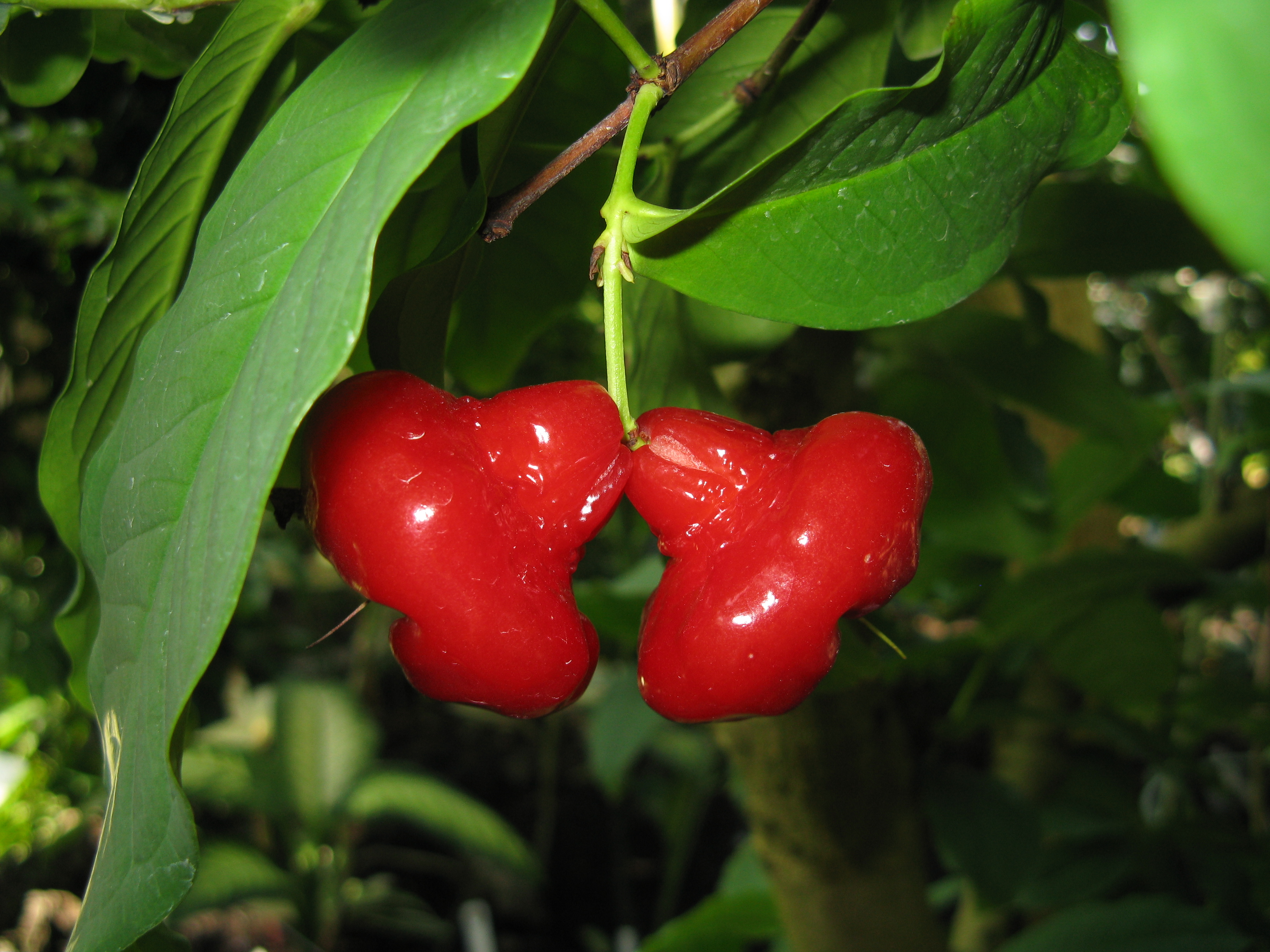
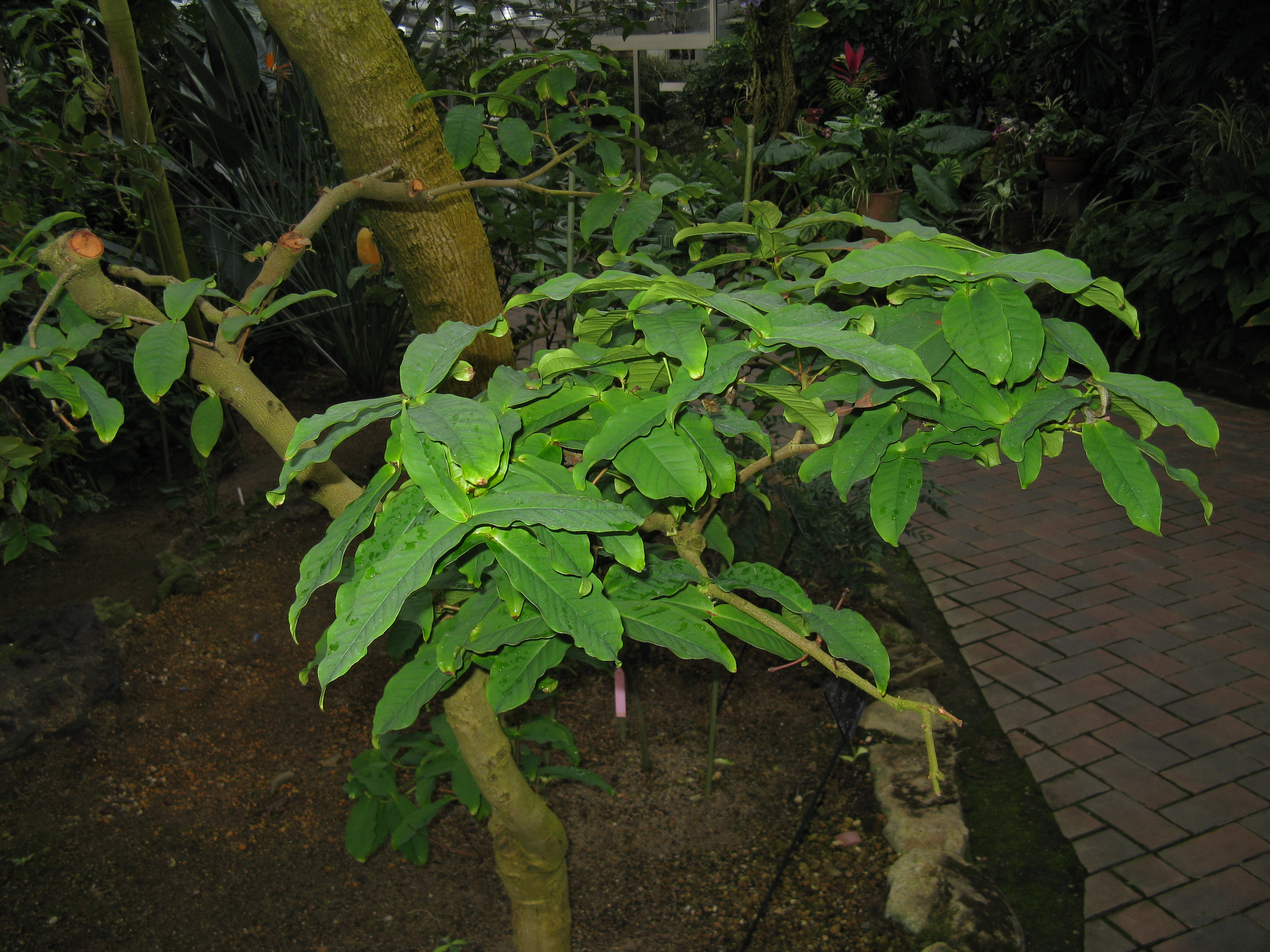